# Dypsis arenarum
Dypsis arenarum – gatunek palmy z rzędu arekowców (Arecales). 
Występuje endemicznie na Madagaskarze, w prowincji Toamasina. Znane są tylko 2-5 jego naturalne siedliska.
Rośnie w bioklimacie wilgotnym. Występuje na wysokości do 500 m n.p.m.